# Stephen Belber
Stephen Belber (3 mars 1967) est un scénariste américain de théâtre, de télévision et de cinéma qui fait partie de la troupe Tectonic Theatre. Il est connu pour sa pièce Le Projet Laramie, qui a fait l'objet d'une adaptation cinématographique en 2002.

## Télévision
- 2024 : The Madness, série télévisée Netflix[1],[2]